# Kamienica przy ul. Krawieckiej 3 w Bytomiu
Kamienica przy ul. Krawieckiej 3 w Bytomiu – kamienica z 1904 roku w Bytomiu, wpisana do rejestru zabytków nieruchomych województwa śląskiego.
Narożna kamienica w Śródmieściu Bytomia w stylu secesji geometrycznej, dzieło wrocławskiego architekta Wilhelma Hellera, oparte częściowo na projekcie Alvin Wedemanna, była wykorzystywana jako budynek biurowo-produkcyjny.

## Historia
Kamienica przy ówczesnej Schneiderstrasse 1 została zaprojektowana dla kupca i bankiera Josefa Cohna (1857–1922) przez wrocławskiego architekta Wilhelma Hellera (ur. 1872 w Bielsku, zm. po 1918; data śmierci nieznana) w kwietniu 1904 roku. Pierwotny projekt tego budynku powstał jednak w marcu 1903 roku, jego autorem był Alvin Wedemann, wrocławski architekt. Nie został on zrealizowany. Heller sporządził dwa projekty, pierwszy niewiele różnił się od idei Wedemanna, natomiast drugi projekt, który powstał w maju 1904 roku, był bogatszy i zakładał budowę drewnianej loggii inspirowanej śląską architekturą ludową oraz wieżyczki wieńczących narożny wykusz. Projekt różnił się także formami otworów okiennych parteru, dodatkowym oknem od obecnej ul. Antoniego Józefczaka oraz dodaniem otynkowanych płaszczyzn rozbijających monotonię ceglanej ściany. Kamienica została wzniesiona w 1904 roku. Przyłącza kanalizacyjne oraz wyposażenie łazienek zaprojektowano we wrześniu 1904 roku, realizatorem tychże była firma Alfreda Katza. W 1910 roku podwyższono lewe skrzydło według projektu Richarda i Paula Ehrlichów z Wrocławia. Pierwotnie budynek należał do Josefa Cohna, następnie od 1923 do 1938 do Spadkobierców J. Cohna (niem. Cohnsche Erben) – od 1937 roku budynkiem zarządzał mieszkaniec Berlina, dr Guttmann. Budynek został sprzedany Ernstowi Wylezolowi w 1939 roku przez miasto po przymusowej aryzacji majątku Cohnów, która nastąpiła po nocy kryształowej. W 1939 roku na pierwszym piętrze utworzono biura, wykonawcą tych prac był Josef Swienty. 25 listopada 1993 roku kamienica została wpisana do rejestru zabytków nieruchomych województwa śląskiego, numer rejestru: A/598/2020. Obiekt był siedzibą Zakładów Chemiczno-Farmaceutycznych Vis. Budynek ulega stopniowemu zniszczeniu (stan na 2016 rok).

## Architektura
Narożna kamienica czterokondygnacyjna, z elementami secesji geometrycznej. Parter obejmował lokale handlowe. Ściany elewacji wykonano z cegły, częściowo była to biała cegła glazurowana. Na elewacji zachodniej umieszczono płycinę z napisem Erbaut 1904 (pol. Wybudowano w 1904 roku), która została zatynkowana. Na narożniku znajdowała się drewniana wieżyczka. Wybrane okna z balkonami, jeden z nich nie zachował się. Gzyms od ul. Antoniego Józefczaka został uproszczony.

## Galeria

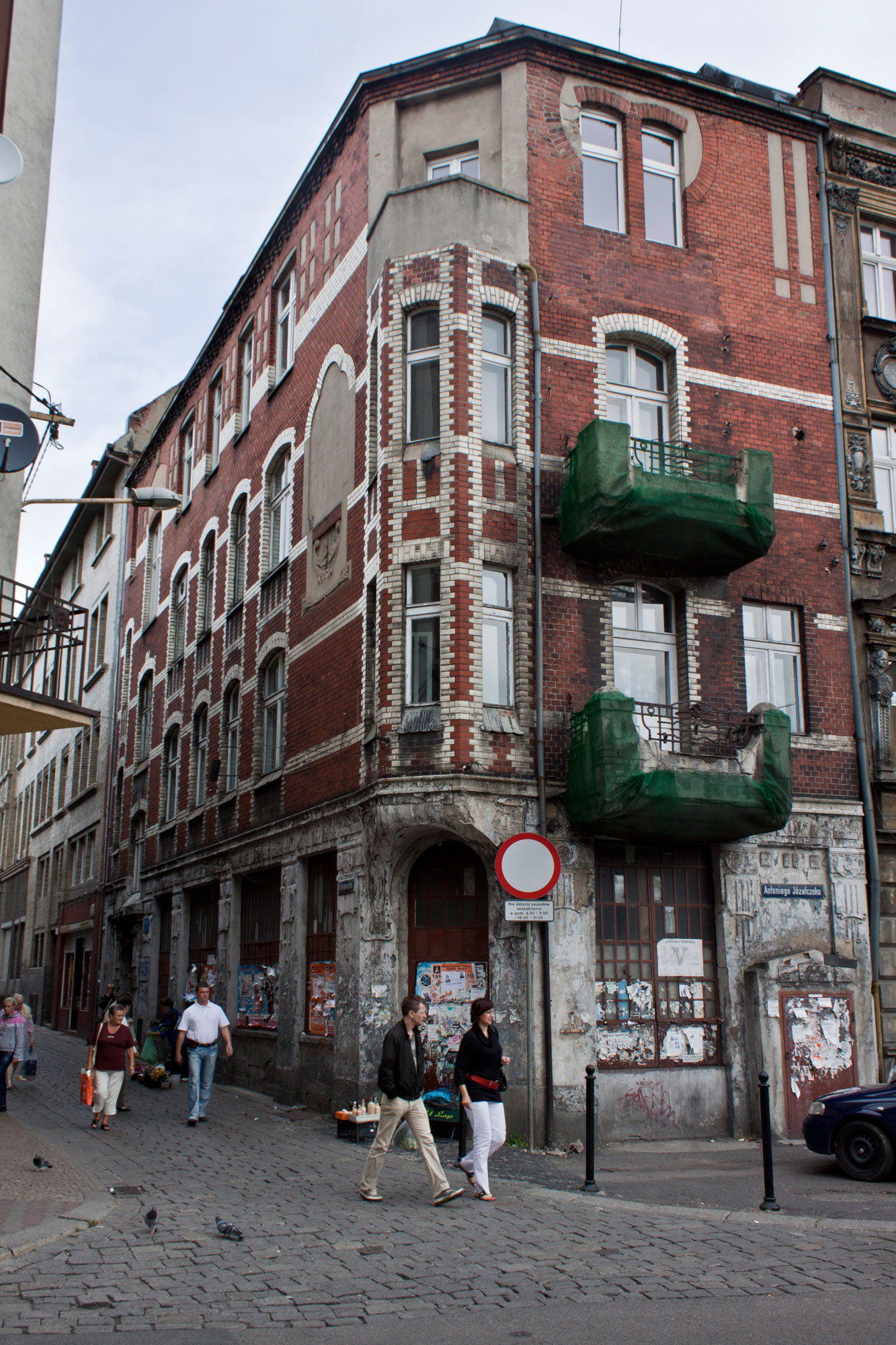
Widok z południowego zachodu (2011)
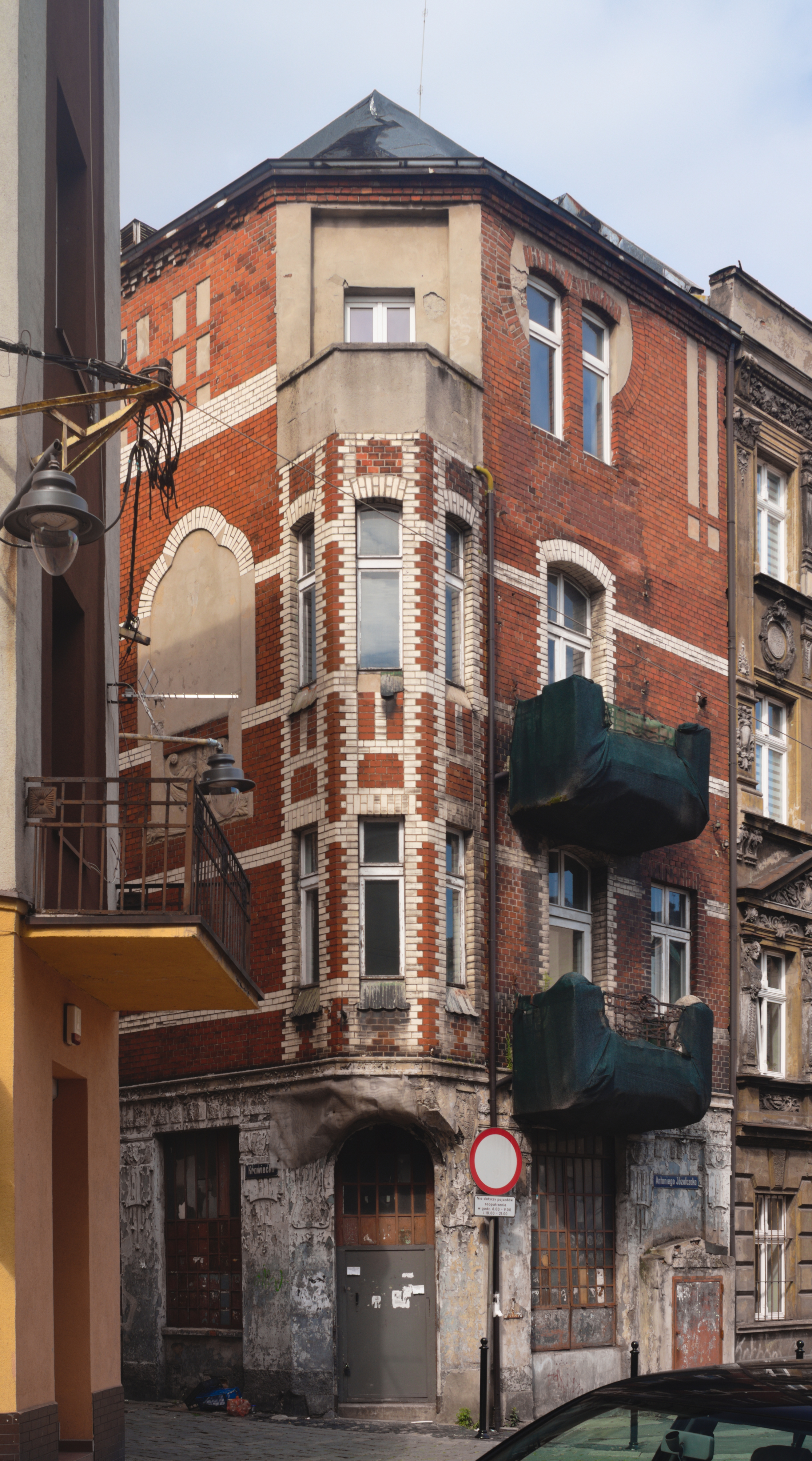
Narożnik z wykuszem (2020)
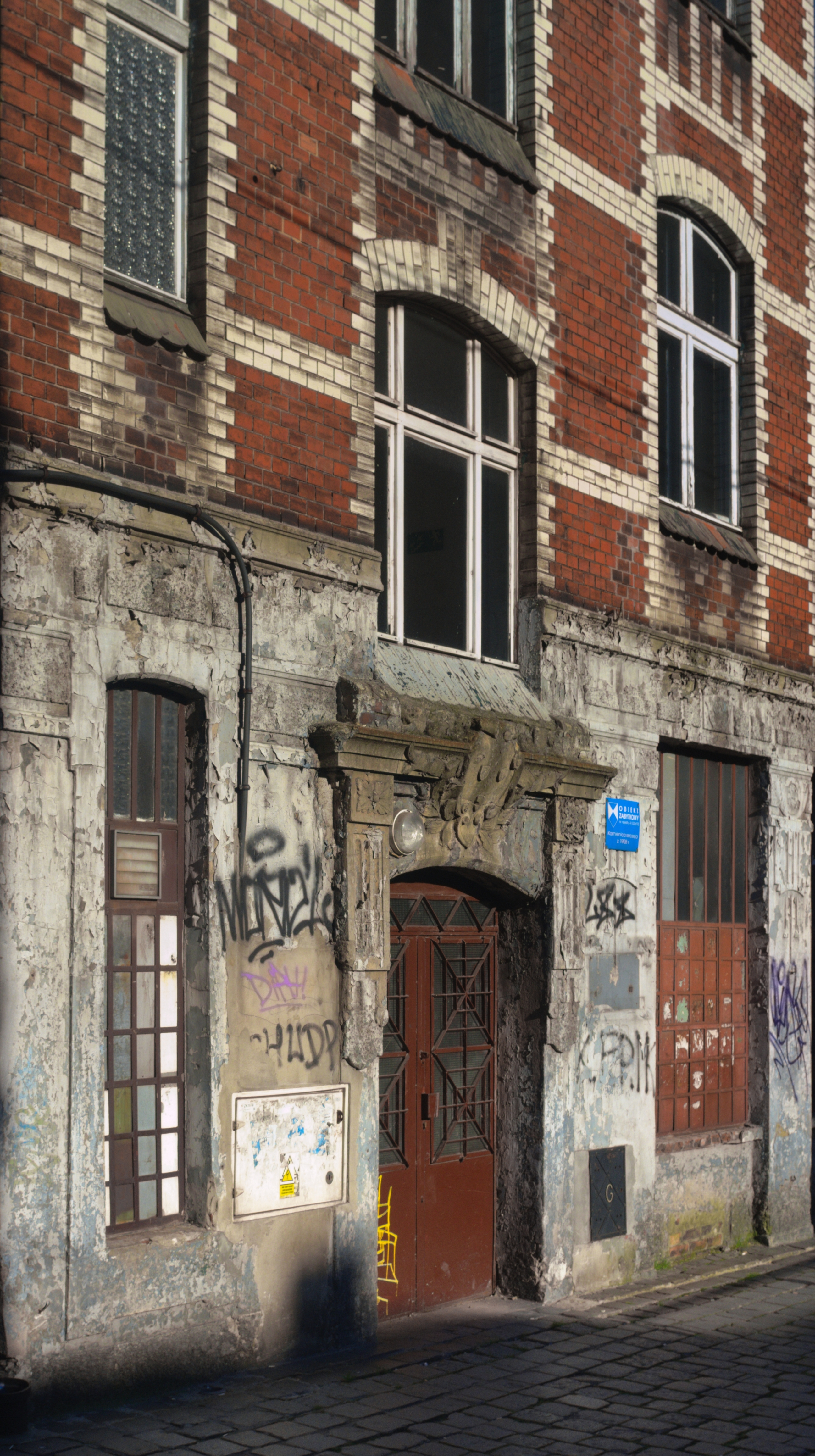
Elewacja zachodnia (2020)
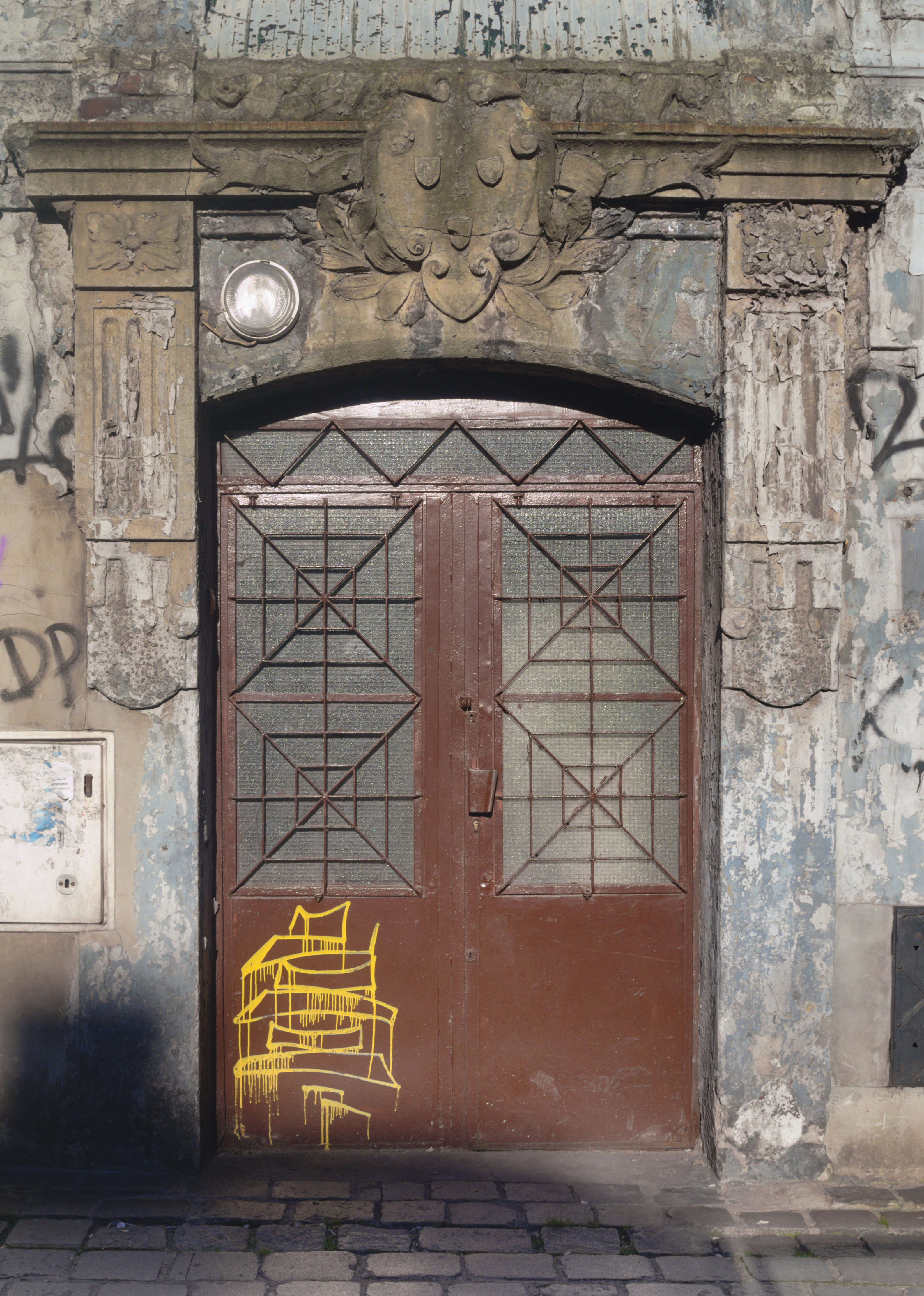
Portal drzwiowy od ul. Krawieckiej (2020)